# Manfred Weber
Manfred Weber (Niederhatzkofen, 14 de julio de 1972) es un político alemán de la Unión Social Cristiana de Baviera (CSU) y presidente del Partido Popular Europeo (PPE), diputado al Parlamento Europeo dentro del Grupo del Partido Popular Europeo el cual también lidera.
En las elecciones estatales bávaras en 2003, Weber se convirtió en el parlamentario más joven en ganar en el estado a la edad de 31 años.
En septiembre de 2018, Weber declaró su intención de postularse para el cargo de presidente de la Comisión Europea y fue elegido Spitzenkandidat del PPE el 8 de noviembre. El 26 de mayo de 2019, el Partido Popular Europeo de Weber obtuvo la mayor cantidad de escaños en el Parlamento Europeo, lo que convirtió a Weber en el principal candidato para convertirse en el próximo presidente de la Comisión Europea. El 28 de mayo se anunció que el nuevo presidente de la Comisión Europea sería elegido en una cumbre de la UE en junio; Weber no fue nominado, y Ursula von der Leyen fue seleccionada en su lugar.

## Educación
- 1996: Se graduó de ingeniería (Fachhochschule)

## Trayectoria política
- 1996: Funda los consultores DG Beratung GmbH
- 1998: Funda el G+U GbR
- 2003-2007: Presidente Regional de la Unión Juvenil de Baviera
- Miembro de la junta ejecutiva del CSU y presidente de la CSU de la Baja Baviera
- Desde 2002: Miembro del Consejo Regional Kelheim
- 2002-2004: Miembro de la Asamblea Regional bávara

### Miembro de la Eurocámara, 2004–presente
Weber ejerce en el Comité de Libertades Civiles, Justicia y Asuntos Internos de la Eurocámara. Es un sustituto del Comité en el Desarrollo Regional, miembro de la Delegación para relaciones con la India, sustituto para la Delegación para relaciones con los países de la Comunidad Andina y sustituto en la Subcomisión en Derechos humanos. Como ponente,  negoció en 2008 para la Directiva de Eurocámara en procedimientos y estándares comunes en los Estados miembros para el retorno de los países del tercer mundo (Directiva de Regreso), la primera Directiva en el campo de asuntos internos para ser adoptados a través del procedimiento legislativo normal.
Después de su reelección en 2009 Weber se convirtió en el vicepresidente del Grupo del EPP en la Eurocámara, y fue responsable para establecer la estrategia política y la política en el área de la justicia y asuntos internos.

#### Líder del Partido Popular Europeo en el Parlamento Europeo desde 2014
El 7 de junio de 2014, Weber rechazó demandas por el primer ministro británico David Cameron para frenar la integración europea. Weber declaró que "La Unión Europea se basa cada vez en una unión más estrecha de los pueblos europeos. Esto figura en los tratados. No es negociable para nosotros... No podemos vender el alma de Europa... Si concedemos cada parlamento nacional un derecho de veto, Europa llegaría a un estancamiento."
En julio de 2013 el comité de la Eurocámara en Libertades Civiles, Justicia y Asuntos Internos (LIBE) emitió el informe Tavares, que critica la erosión de derechos fundamentales en Hungría. Weber rechazó el informe como un ataque por motivos políticos al gobierno del primer ministro húngaro Viktor Orbán por partidos de izquierda. Sin embargo, el 12 de septiembre de 2018 Weber aprobó el  informe Sargentini del Parlamento Europeo, que insta al Consejo de la UE a aplicar el artículo 7 del Tratado de la UE contra las derivas autoritarias del gobierno húngaro. Pero Weber fracasó en consensuar una posición común del Grupo del Partido Popular Europeo: 115 parlamentarios del grupo aprobaron en informe, 57 votaron en contra con 28 abstenciones y 20 ausentes.
En vísperas de las elecciones al Parlamento Europeo de 2019 Weber no pudo impedir una campaña mediática de Orbán contra el presidente de la Comisión Europea, Jean-Claude Juncker y el multimillonario George Soros. Finalmente, el 20 de marzo de 2019, el PPE suspendió Fidesz, el partido de Orbán.
El 5 de enero de 2018, en una convención de su partido, la CSU, Weber aseguró que "en el año 2018 el tema europeo central es la solución final para la cuestión de los refugiados". Estos términos fueron criticados por recordar a la Solución Final para la cuestión judía del régimen nazi. Weber tildó esta crítica en un tuit de "malinterpretación".

#### Candidato a presidente de la Comisión Europea en 2019

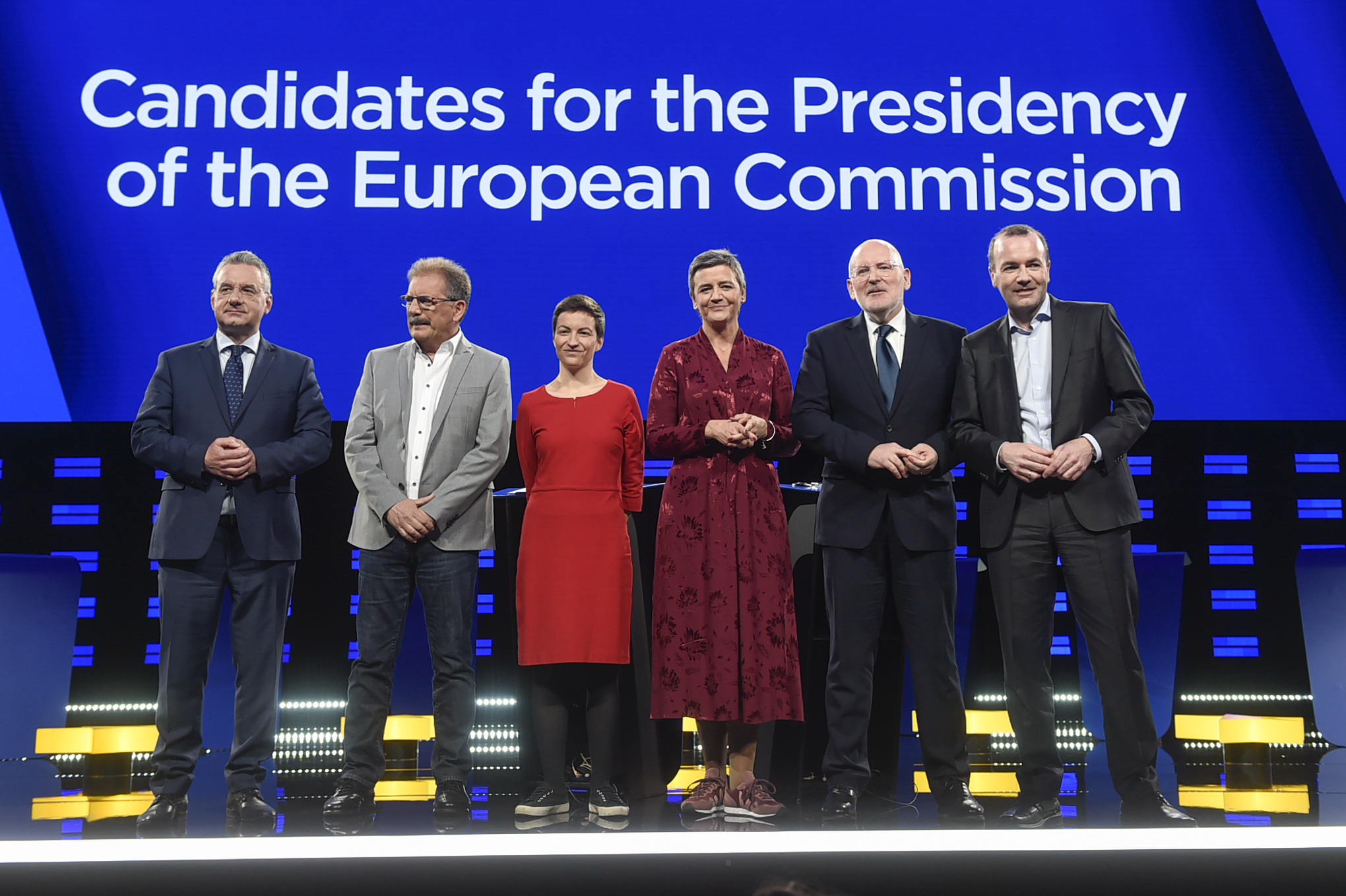
Debate para la selección del presidente de la Comisión en 2019 a partir de los candidatos de los partidos, un proceso conocido por el término spitzenkandidat.

## Incidencia de los regadíos ilegales en Doñana
El 21 de abril de 2023, el gobierno regional de Andalucía de Juanma Moreno del PP inicia la tramitación de una ley para legalizar regadíos ilegales en Doñana, cuya situación hídrica es crítica. Esta medida ha generado un amplio rechazo social y de la comunidad científica. También la Comisión Europea se opone al plan y amenaza con sanciones.
Weber entró de lleno en este debate, acusando a la Comisión Von der Leyen de maniobrar en contra del gobierno regional de Andalucía y en favor del gobierno de España sosteniendo que “vemos al comisario [europeo de Medio Ambiente Virginijus Sinkevičius] hacer campaña para el gobierno [español] de Pedro Sánchez”. La Comisión Europea ha respondido a las acusaciones de Weber expresando su malestar y preocupación por la propuesta de ley de Doñana indicando que va en contra de una sentencia de la justicia europea que obliga a restaurar este espacio.
Observadores políticos interpretan el choque entre von der Leyen y Weber - ambos son conservadores - como intento de Weber para conseguir la presidencia de la Comisión Europea en las elecciones de 2024 - intento desbaratado por los mismos conservadores en 2019.